# Puertollano
Puertollano − miasto w środkowej Hiszpanii, w regionie Kastylia-La Mancha, w górach Sierra Morena. Około 50,3 tys. mieszkańców.
W tym mieście rozwinął się przemysł chemiczny oraz metalurgiczny.